# Loch Eigheach
Loch Eigheach ist ein aufgestauter Süßwassersee in den schottischen Highlands. Er liegt am Ostrand von Rannoch Moor in der Council Area Perth and Kinross. Loch Eigheach ist circa 1,8 km lang und maximal 1 km breit, wobei der See seine heutige Größe der am Ostufer gelegenen Staumauer zu verdanken hat. Der ungestaute Loch Eigheach war wesentlich kleiner.
An seinem Nordufer mündet der Fluss Allt Eigheach in den See. Außerdem wird Loch Eigheach vom Gaur durchflossen. Der Fluss Gaur mündet im Westen in Loch Eigheach und verlässt den See an der Staumauer im Osten. Loch Eigheach ist Teil des Tummel Hydro-Electric Power Scheme. Das Wasser, das Loch Eigheach über den Fluss Gaur verlässt, durchfließt zunächst ein Wasserkraftwerk, bevor es in das Flussbett zurückgeleitet wird.
Die Ufer des Loch Eigheach sind gänzlich unbewohnt. Auch im näheren Umkreis finden sich außer dem Bahnhof Rannoch Station keine weiteren Ansiedlungen. Teile des Nordufers und die Staumauer werden von der B846 erschlossen, an der auch der Heart Stone liegt, ein eiszeitlicher Findling. Alle anderen Uferabschnitte sind mit dem Auto nicht erreichbar. Loch Eigheach ist ein Angelgebiet, in dem vor allem Barsche gefangen werden.